# 최형석
최형석(1978년 5월 15일 ~ )은 대한민국의 가수이자 배우이다.

## 학력
- 한세대학교

## 출연작

### 방송
mbc위대한 탄생2
jtbc히든싱어3 윤종신편 준우승

### 뮤지컬
- 《김대건》-손대건 역
- 《싯다르타》-슈도다나 역
- 《나무가 있는 풍경》-화가 역
- 《한여름 밤의 꿈》-해오름 역
- 《우리 벗아》-손대표 역
- 《굿모닝 독도》-류용복 역
- 《사랑은 비를 타고》-정동욱 역
- 《독립군》- 민영환 이봉창 역
- 《유섬이》- 유항검 역
- 《목계나루 아가씨》- 기무라신지 역
- 《천변카바레》 - 춘식 / 촬스 / 배호 역
- 《정조》 - 홍국영 역
- 《당신의 아름다운 시절》 - 형진 역
- 《사랑해 톤즈》 - 김신부 역
- 《로스트 가든》 - 거인 역
- 《내사랑 내곁에》 - 앙상블 역

### 연극
- 《북두칠성》-아빠 역
- 《집》-뉴욕시티맨 역
- 《골든타임》-이정환 역

- 《집》 - 섹소폰연주자 역

### 방송
- 《히든싱어 시즌 3》 (JTBC)
- 《스타 오디션 위대한 탄생 2》 (MBC)

## 음반
타임
- 《멈출 수 없어 OST》 (2009년)
- 《Everlasting Dream》 (2009년)
- 《오아시스》 (2009년)
- 《아현동 마님 OST》 (2008년)
- 《The 1st Prayer》 (2008년)